# واودویل، مورته‌ات مسل
واودویل، مورته ات مسل (به فرانسوی: Vaudeville, Meurthe-et-Moselle) یک کامین در فرانسه است که در Canton of Haroué واقع شده‌است.

## خصوصیات
واودویل ۹٫۰۵ کیلومترمربع مساحت و ۱۷۲ نفر جمعیت دارد و ۲۸۰ متر بالاتر از سطح دریا واقع شده‌است.